# Negotin (kommun)

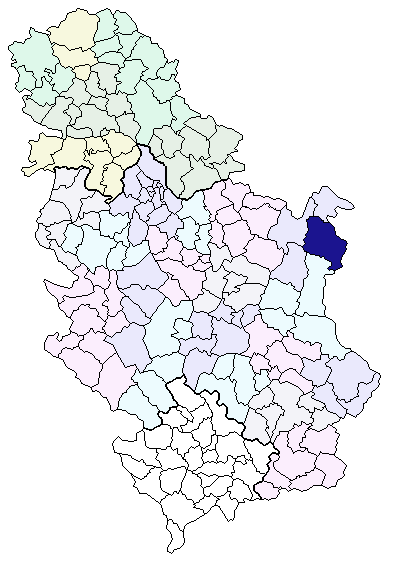
Negotin i Serbien

Negotin är en kommun i Serbien med omkring 44 000 invånare. Kommunen ligger vid gränsen till Rumänien och Bulgarien. Huvudorten är Negotin.

## Orter
Följande orter ligger i kommunen:
- Aleksandrovac (Александровац)
- Braćevac (Браћевац)
- Brestovac (Брестовац)
- Bukovče (Буковче)
- Crnomasnica (Црномасница)
- Čubra (Чубра)
- Dupljane (Дупљане)
- Dušanovac (Душановац)
- Jabukovac (Јабуковац)
- Jasenica (Јасеница)
- Karbulovo (Карбулово)
- Kobišnica (Кобишница)
- Kovilovo (Ковилово)
- Mala Kamenica (Мала Каменица)
- Malajnica (Малајница)
- Miloševo (Милошево)
- Mihajlovac (Михајловац)
- Mokranje (Мокрање)
- Negotin (Heгotin)
- Plavna (Плавна)
- Popovica (Поповица)
- Prahovo (Прахово)
- Radujevac (Радујевац)
- Rajac (Рајац)
- Rečka (Речка)
- Rogljevo (Рогљево)
- Samarinovac (Самариновац)
- Šarkamen (Шаркамен)
- Sikole (Сиколе)
- Slatina (Слатина)
- Smedovac (Смедовац)
- Srbovo (Србово)
- Štubik (Штубик)
- Tamnič (Тамнич)
- Trnjane (Трњане)
- Urovica (Уровица)
- Veljkovo (Вељково)
- Vidrovac (Видровац)
- Vratna (Вратина)